# جون بيك (لاعب كرة قدم)
جون بيك (بالإنجليزية: John Beck)‏ (25 مايو 1954 في المملكة المتحدة - ) هو مدرب كرة قدم ولاعب كرة قدم بريطاني في مركز الوسط. لعب مع كامبريدج يونايتد وكوفنتري سيتي وكوينز بارك رينجرز ونادي بورنموث ونادي فولهام.

## وصلات خارجية
- جون بيك على موقع قاعدة بيانات كرة القدم.إي يو (الإنجليزية)